# Sand am Main
Sand am Main (eller: Sand a.Main) er en kommune i Landkreis Haßberge i Regierungsbezirk Unterfranken i den tyske delstat Bayern.
Navnet Sand am Main kommer sandsynligvis fra stenbrudene med den lokale sandsten (de:Sander Sandstein), i den sydlige del af kommunen, og deres afskibning på floden Main mod Holland.

## Geografi
Sand ligger ved grænsen mellem Naturpark Steigerwald og Maindalen. Kommunen består af to dele, der adskilles af floden. De nordligt liggende dele af kommunen ligger i et oversvømmelsesområde.
Sand am Main ligger i et vindistrikt, og der afholdes en årlig vinfest der tiltrækker omkring 50.000 mennesker.

## Weblinks
- Wikimedia Commons har flere filer relateret til Sand am Main